# Zvolenovice
Obec Zvolenovice se nachází v okrese Jihlava v kraji Vysočina, 4 km jihovýchodně od Telče. Žije zde 83 obyvatel.

## Název
Jméno vzniklo zřejmě příponou -ovice k osobnímu jménu Zvolen, znamenalo ves lidí Zvolenových nebo též zvolené místo, neboť z okolních kopců je poměrně dobrý rozhled do krajiny. Názvy obce v pramenech: 1366 Zwolenouicz, 1464 de Zwolenowicz, 1678 Zwolenowitz, 1846 Zwolenowitz, Zvolenovice.

## Historie
První písemná zmínka o obci pochází z roku 1366, kdy Menhart z Hradce postoupil synům Jindřicha z Hradce Jindřichovi a Henzlínovi město Telč a vesnice, mezi nimiž jsou také uváděny Zvolenovice. Od té doby byla ves součástí telčského panství až do roku 1849. Podle vceňovacího operátu žilo roku 1843 ve Zvolenovicích 168 obyvatel, z toho 80 mužů a 88 žen ve 27 domech a 34 domácnostech. Z nich se živilo 15 zemědělstvím, 2 živnostmi, vedle 17 nádeníků. Desátky se odváděly panství Telč. Ze Zvolenovic se jezdilo na týdenní úterní trhy do Telče. Ve vsi byl 1 kovář a 1 krejčí.
Ve 2. polovině 19. a v 1. polovině 20. století se většina obyvatelstva obce živila zemědělstvím. Obec byla elektrifikována připojením na síť ZME Brno roku 1931. JZD vzniklo v roce 1957, v roce 1960 bylo sloučeno s JZD Vystrčenovice a nakonec v roce 1975 bylo sloučeno do JZD Dolní Vilímeč. Nyní převládající zaměstnání: zemědělství.

### Správní začlenění obce od roku 1850
Do roku 1849 byly Zvolenovice součástí panství Telč v Jihlavském kraji. V letech 1850 až 1855 podléhaly politické pravomoci podkrajského úřadu v Dačicích a v soudní správě okresnímu soudu v Telči. Po zřízení smíšených okresních úřadů s politickou a soudní pravomocí byly roku 1855 až 1868 podřízeny okresnímu úřadu v Telči. Když byly roku 1868 veřejná správa a soudnictví opět odděleny, vrátily se pod politickou pravomoc Okresního hejtmanství v Dačicích, od roku 1919 okresní správu politickou a od roku 1928 okresní úřad tamtéž a v soudnictví pod okresní soud v Telči.
Po osvobození v květnu 1945 náležely pod okresní národní výbor v Dačicích a okresní soud v Telči. Při územní reorganizaci na přelomu let 1948 a 1949 byly podřízeny správnímu okresu Třešť a v jeho rámci nově vzniklému Jihlavskému kraji. Při další územní reorganizaci v polovině roku 1960 byly připojeny pod správní okres Jihlava a Jihomoravský kraj až do zrušení okresního úřadu v Jihlavě koncem roku 2002. Od roku 1960 do roku 1969 byla připojena pod Zvolenovice obec Vystrčenovice. 1. dubna 1980 byly Zvolenovice připojeny pod město Telč, od něhož se osamostatnily k 1. lednu 1992. Od roku 2003 spadají jako samostatná obec pod pověřený městský úřad v Telči v samosprávném Kraji Vysočina. V soudnictví náležela obec do poloviny roku 1960 pod Okresní soud v Třešti, poté pod Okresní soud v Jihlavě.

## Přírodní poměry
Zvolenovice leží v okrese Jihlava v Kraji Vysočina. Nachází se 3,5 km jihovýchodně od Telče. Geomorfologicky je oblast součástí Křižanovské vrchoviny a jejího podcelku Brtnická vrchovina, v jejíž rámci spadá pod geomorfologický okrsek Markvartická pahorkatina. Průměrná nadmořská výška činí 558 metrů. Nejvyšší bod, Bláhův kopec (621 m n. m.), leží v severovýchodním cípu katastru. V severozápadní části stojí Bukovec (610 m n. m.). Obcí protéká bezejmenný potok, který se již mimo katastru Zvolenovic západně vlévá do Moravská Dyje. Na něm se rozkládají čtyři rybník – východně Ambrožův a Zvolenovický rybník, bezejmenný rybník v jižní části Zvolenovic a další ležící jihozápadně. Jižním okrajem katastru protéká Rybníčkový potok.

## Obyvatelstvo
V roce 1850 měla 173 obyvatel a katastr obce měl k roku 1900 výměru 406 ha, k dnešnímu dni se výměra katastru nezměnila. V roce 1880 měla obec 30 domů a 186 obyvatel, roku 1900 29 domů a 178 obyvatel, roku 1921 31 domů a 183 obyvatel, roku 1930 32 domů a 185 obyvatel, v roce 1947 33 domů a 126 obyvatel, roku 1950 33 domů a 113 obyvatel, roku 1970 25 domů a 105 obyvatel a v roce 1982 22 domů a 83 obyvatel. Podle sčítání 1930 zde žilo v 32 domech 185 obyvatel. 184 obyvatel se hlásilo k československé národnosti. Žilo zde 183 římských katolíků a 2 evangelíci.
| Rok            | 1869 | 1880 | 1890 | 1900 | 1910 | 1921 | 1930 | 1950 | 1961 | 1970 | 1980 | 1991 | 2001 | 2011 |
| Počet obyvatel | 195  | 186  | 184  | 178  | 152  | 183  | 185  | 113  | 101  | 105  | 83   | 72   | 78   | 83   |

## Obecní správa a politika

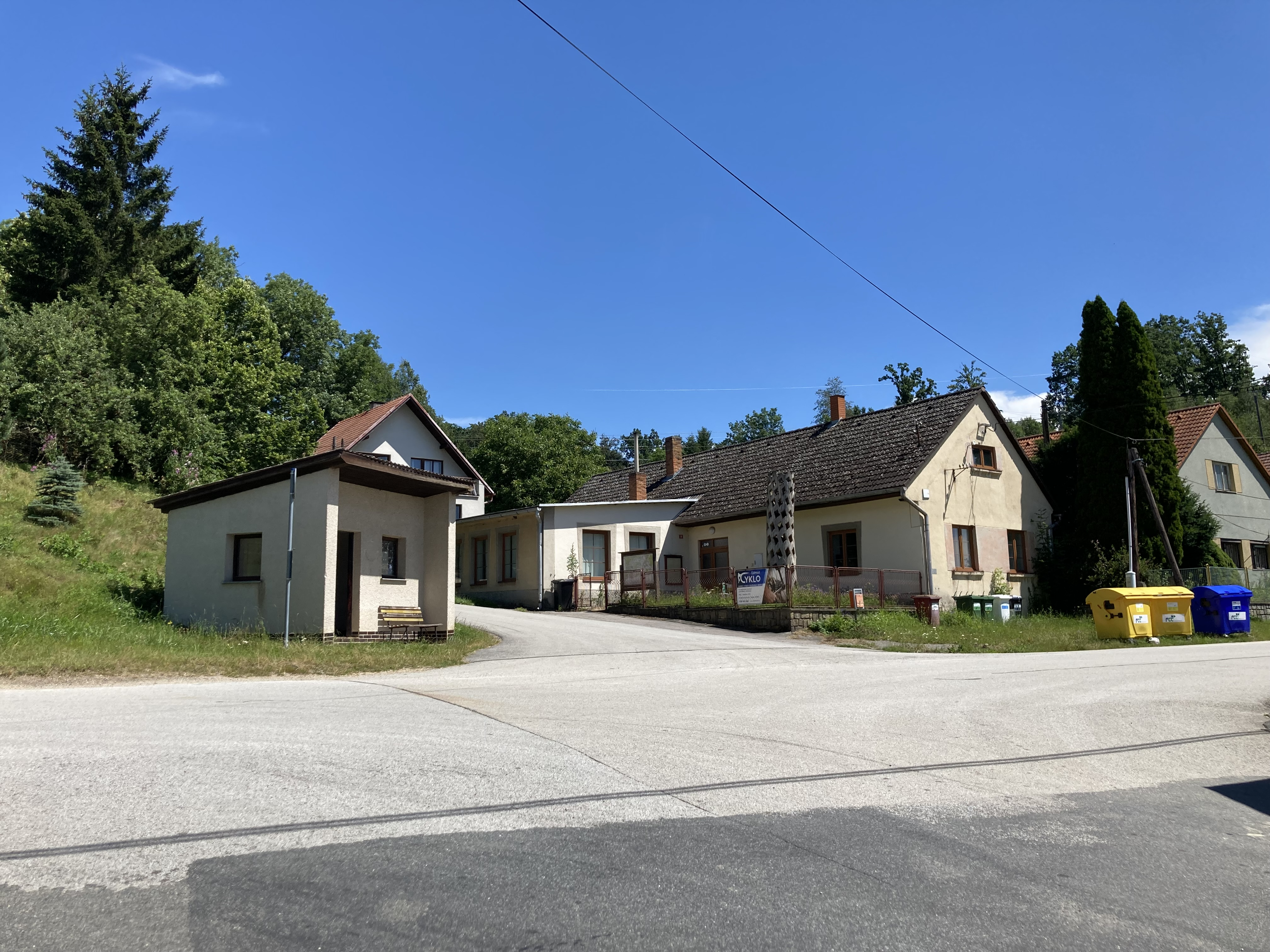
Autobusová zastávka, obecní úřad a před ním socha Křehkost

Obec má 7členné zastupitelstvo, v jehož čele stojí starosta Zdeněk Kopecký. Zvolenovice jsou členem mikroregionů Telčsko a Sdružení pro likvidaci komunálního odpadu Borek a místní akční skupiny Mikroregionu Telčsko.
| Období    | Voliči | Účast v % | Mandáty | Výsledky                   | Starosta       |
| --------- | ------ | --------- | ------- | -------------------------- | -------------- |
| 2002–2006 | 61     | 88,52     | 5       | 5 Za krásné Zvolenovice    | Vladimír Skála |
| 2006–2010 | 61     | 80,33     | 7       | 7 ZA ZVOLENOVICE KRÁSNĚJŠÍ | Zdeněk Kopecký |
| 2010–2014 | 62     | 72,58     | 7       | 7 NEZÁVISLÍ ZVOLENOVICE    | Zdeněk Kopecký |
| 2014–2018 | 66     | 69,70     | 7       | 7 Za Zvolenovice krásnější | Zdeněk Kopecký |

## Hospodářství a doprava
Nejbližší železniční stanice je v Radkově. Obcí prochází silnice II. třídy č. 112 z Telče do Vystrčenovic a komunikace III. třídy č. 4074 do Dolní Vilímče a č. 11269 do Rozsiček. Dopravní obslužnost zajišťují dopravci ICOM transport a ČSAD Jindřichův Hradec. Autobusy jezdí ve směrech Dačice, Budeč, Nová Říše, Telč, Řásná, Studená a Želetava. Obcí prochází cyklistické trasy č. 5123 z Radkova do Ořechova a č. 5125 z Dyjice do Vystrčenovic.

## Služby, kultura a sport
Z hlediska služeb spadají Zvolenovice pod poštu Telč, stejně tak je to s matrikou a zdravotní péčí.
Obec byla přiškolena do Telče. Roku 1924 je zde uváděna jednotřídní škola, která byla zrušena v roce 1978 a žactvo převedeno do Telče. Působí zde Sbor dobrovolných hasičů Zvolenovice. U bývalé školy se nachází volejbalové a nohejbalové hřiště, u slepičárny se hraje fotbal. Futsal hraje klub SK Zvolenovice.

## Pamětihodnosti
- Výklenkové kaple
  - Kaplička v západní části obce (u čp. 37)
  - Kaplička blíže středu obce (u čp. 24)
- Zvonička a kříž na návsi
- Socha Křehkost před obecním úřadem
- Boží muka u silnice k Radkovu
- Několik křížů v okolí obce
- Budova bývalé školy

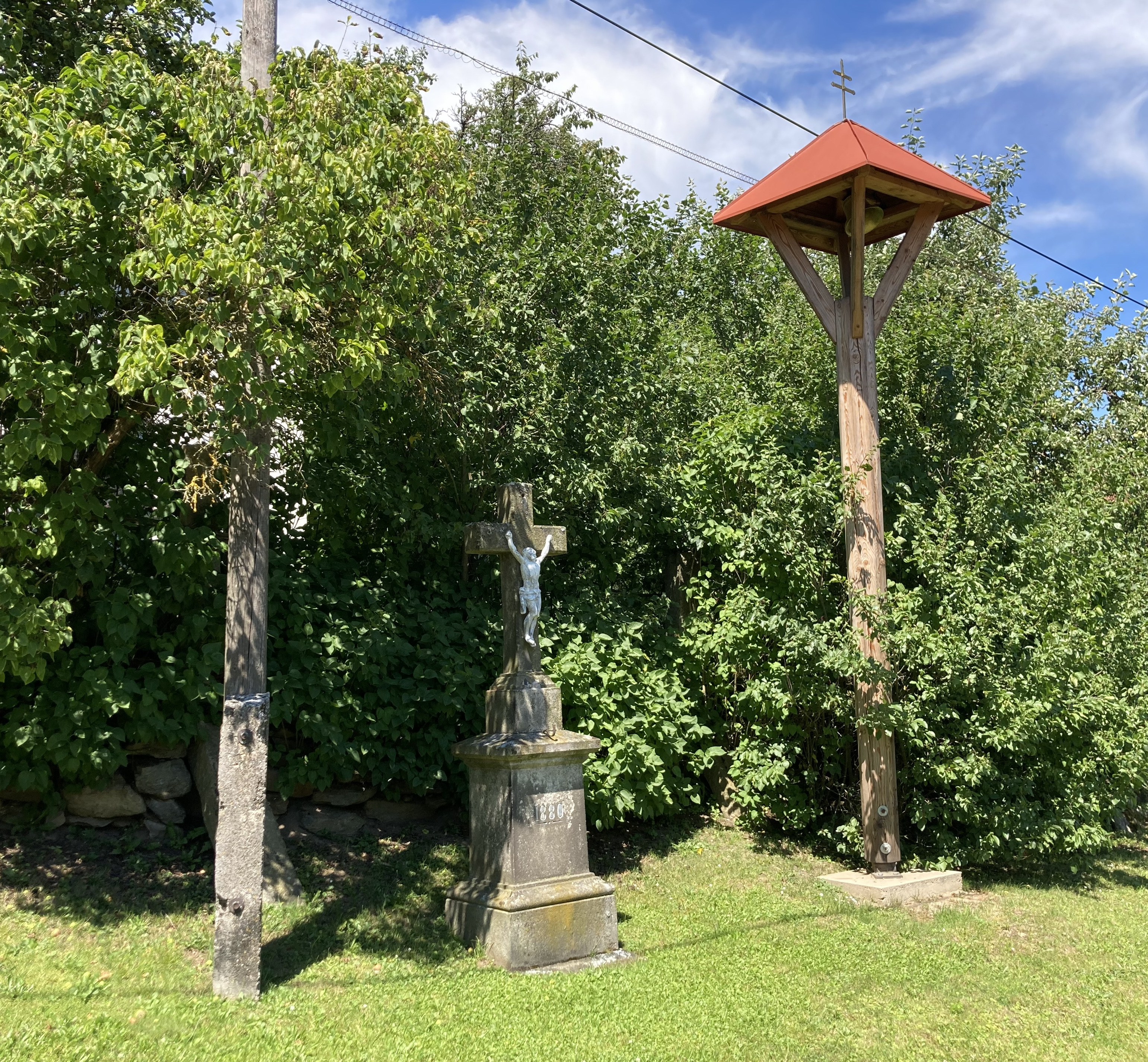
Kříž a zvonička
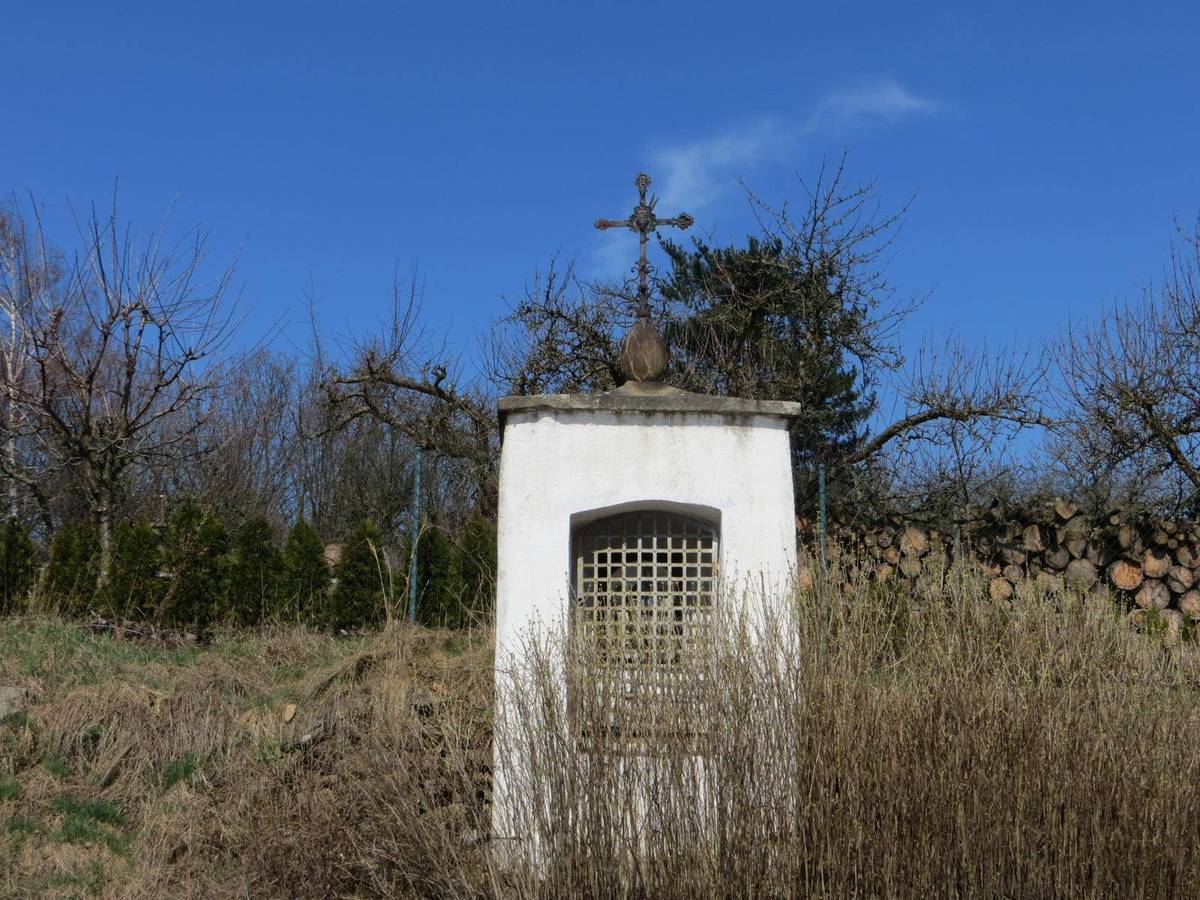
Kaplička u čp. 24
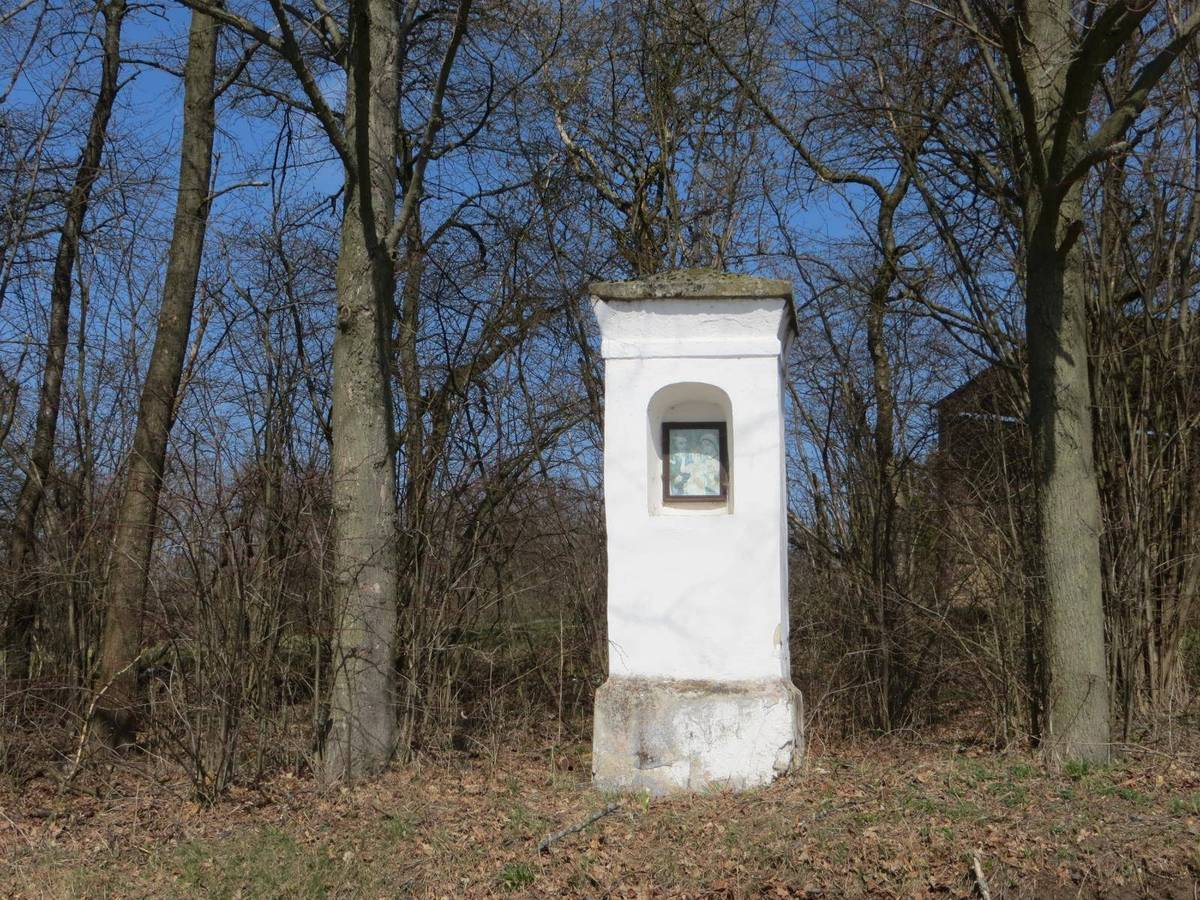
Kaplička u čp. 37
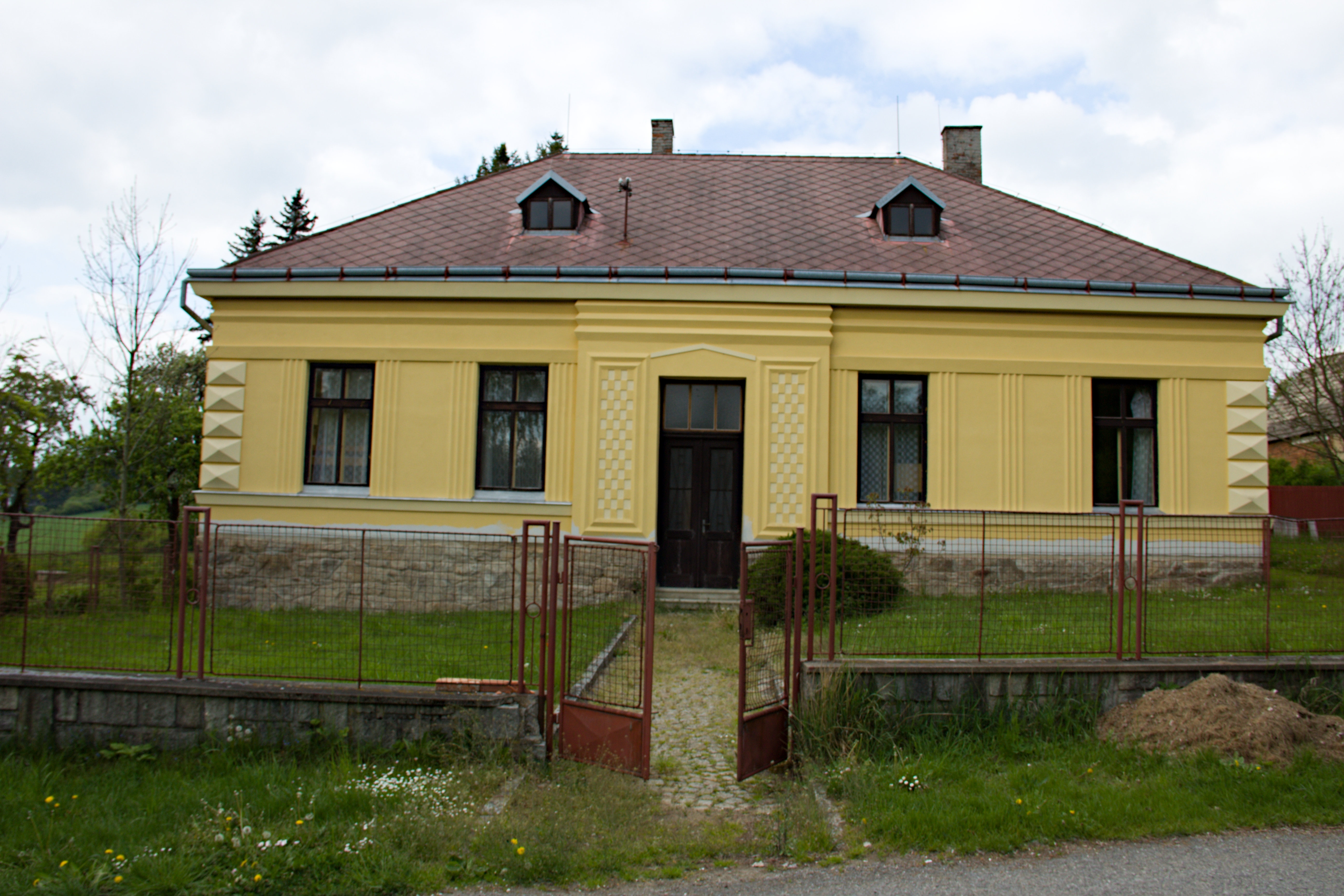
Budova bývalé školy

## Zajímavosti
- U rybníka při východním okraji obce se natáčel film Dům U Zlatého úsvitu.